# Râul Valea Feței Mici
Râul Valea Feței Mici este un curs de apă, afluent al râului Toplița. 

## Hărți
- Județul Sălaj - Harta interactiva  Arhivat în 4 septembrie 2009, la Wayback Machine.